# وليام كوتشبيرتسون
مو هيرسكوفيتش (بالإنجليزية: William Cuthbertson)‏ (27 أكتوبر 1897 – 22 يوليو 1969) هو ملاكم كندي راحل، مثّل بلاده في الألعاب الأولمبية الصيفية 1920.

## روابط خارجية
وليام كوتشبيرتسون على موقع بوكس ريك (الإنجليزية) (registration required)
- وليام كوتشبيرتسون على موقع اللجنة الأولمبية الدولية (الإنجليزية)
- وليام كوتشبيرتسون على موقع أوليمبيديا (الإنجليزية)
- وليام كوتشبيرتسون على موقع اللجنة الأولمبية البريطانية (الإنجليزية)